# Monte Brouillard
El Monte Brouillard (viene de la denominación francesa, Mont Brouillard, literalmente, "monte Niebla") es una cima alpina en los Alpes, en el macizo del Mont Blanc, por la vertiente italiana. Se encuentra en el grupo Brouillard-Innominata. A sus pies se extiende el glaciar del Brouillard.
La altura aparece de manera distinta según la cartografía. La lista oficial de los cuatromiles de los Alpes, publicada por la UIAA en su boletín n.º 145  de marzo de 1994, indica 4068 m, según la cartografía italiana más reciente. En el libro Cuatromiles de los Alpes por rutas normales, Richard Goedeke señala 4053 m. 4069 m es la altura que se indica en summitpost.org.
La primera ascensión es debatida. Martino Baretti y Jean Joseph Maquignaz afirmaron haber subido esta cumbre y la vecina Punta Baretti en 1880, pero su relato sobre lo que duró la travesía no da tiempos fiables, ni se ha encontrado restos materiales en la cima. La actual vía normal es desde el sur, no desde el oeste que es muy arriesgada. El ascenso a esta cima está reservada a alpinistas muy expertos. Presenta diversas variantes que han marcado la historia del alpinismo moderno como el Pilastro Rosso di Brouillard ("Pilar rojo del Brouillard"). 
Según la clasificación SOIUSA, la Aiguille de Bionnassay  pertenece:
- Gran parte: Alpes occidentales
- Gran sector: Alpes del noroeste
- Sección: Alpes Grayos
- Subsección: Alpes del Mont Blanc
- Supergrupo: Macizo del Mont Blanc
- Grupo: Grupo del Mont Blanc
- Subgrupo: Contrafuertes italianos del Mont Blanc
- Código: I/B-7.V-B.2.c/b

## Refugios
- Refugio Monzino - 2580 m